# Ludolph Garßen

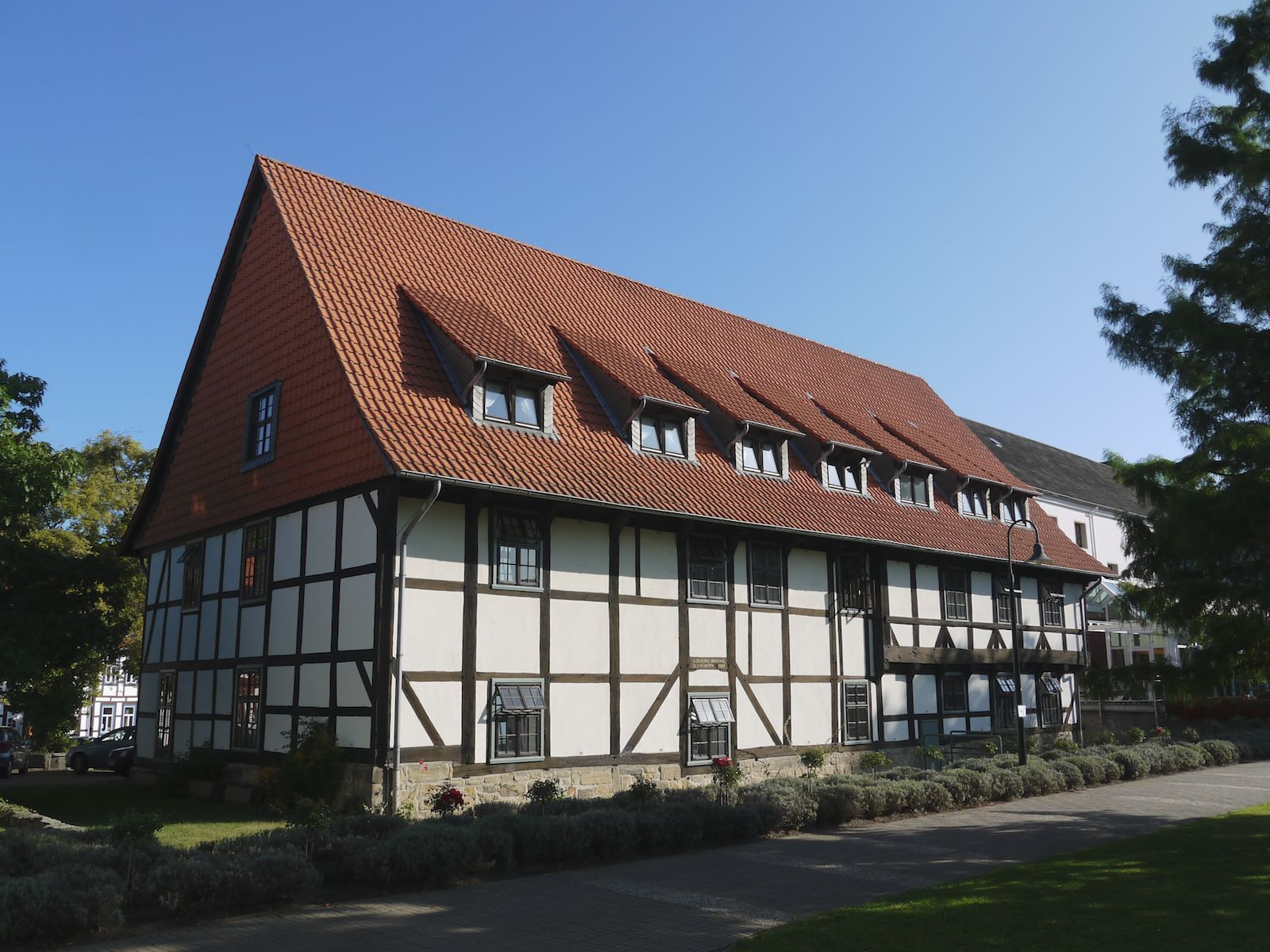
Garßenhof im Rosengarten von Salzgitter-Bad, Aufnahme 2012

Ludolph Garßen, auch Ludolph Garssen (* 9. Dezember 1560 in Kemnade; † 13. Juni 1635 in Wolfenbüttel) war ein deutscher Jurist und Landsyndikus. Er erwarb den nach seiner Familie benannten Garßenhof in Gitter, der sich bis 1881 in Familienbesitz befand.

## Leben
Ludolph Garßen wurde 1560 im heute zu Bodenwerder gehörenden Kemnade im Weserbergland geboren. Er war der Sohn von Ilse Thünen und Ernst Garßen (* 1520; † nach 1596), der ab 1570 als Propst mehrerer Klöster im Dienst Herzog Julius’ stand und 1577 Oberlandesfiskal wurde. Garßen studierte ab 1577 Rechtswissenschaft in Helmstedt und ab 1579 in Wittenberg. Er ließ sich anschließend in Braunschweig nieder und heiratete 1584 Elisabeth Platte († 1594). Im Jahr 1595 heiratete er Emerentia von Rethem († 1625). Er wurde im selben Jahr zum Syndikus der Wolfenbüttelschen Landschaft berufen. Garßen wurde 1616 zum Geheimen Rat Herzog Friedrich Ulrichs ernannt. Er zog 1622 nach Wolfenbüttel, ging jedoch bald wieder nach Braunschweig zurück und war hier als Rat des Herzogs August von Braunschweig-Lüneburg tätig. Garßen heiratete 1626 Margaretha Engelke. Er war in Braunschweig Vorsteher des Cyriakusstifts.
Garßen starb im Juni 1635 im Alter von 74 Jahren in Wolfenbüttel.
Gemeinsam mit seiner zweiten Ehefrau Emerentia hatte Garßen den Sohn Johann Hildebrand Garßen († 1672). Er war ebenfalls Jurist und wurde in dem von ihm 1670 erworbenen Erbbegräbnis auf dem Kirchhof der Braunschweiger Katharinenkirche bestattet.

## Der Garßenhof in Salzgitter
Um 1616 kaufte Garßen einen großen Ackerhof in Gitter, heute ein Stadtteil der Stadt Salzgitter. Dieses vormalige Rittergut befand sich durch die Geschehnisse des nachfolgenden Dreißigjährigen Krieges in einem schlechten Zustand. Der Beschreibung in Garßens Testament vom 29. August 1632 zufolge war das Gehöft „jämmerlich, verdorben und verwüstet.“ Garßen war durch ein herzogliches Privileg von allen Abgaben für diesen Hof befreit. Dieses erlosch für seine Erben im Jahr 1643, als der Ort Gitter erneut in den Hoheitsbereich des Hochstifts Hildesheim gelangte und die Hildesheimer Bischöfe dieses Privileg nicht anerkannten. Der Garßenhof blieb bis 1881 im Besitz der Familie Garßen. Das Wohngebäude, ein auf 1557 datiertes „stattliches Fachwerkhaus mit vorkragendem Obergeschoss“, wurde von der Stadt Salzgitter erworben und 1982 an seinen neuen Standort in Salzgitter-Bad umgesetzt.